# Villa Grock
Villa Grock, ursprungligen Villa Bianca, är en byggnad i Imperia i Ligurien i Italien, som uppfördes av Adrien Wettach, även känd som clownen Grock. 
Grock inköpte 1920 fastigheten ursprungligen som fritidshus, men byggde från 1922 där ett stort bostadshus, som kom att bli hans permanenta bostad. 
Hus och trädgård har utformats av Grock i en personlig stil, som har drag av bland annat jugend och art deco, med orientalistiska och historicistiska inslag. Han formgav trädgården till stor del själv, med assistans av ingenjören Armando Brignole.   
Provinsen Imperia köpte egendomen 2002 och trädgården öppnades efter renovering för allmänheten 2006. 

## Bildgalleri

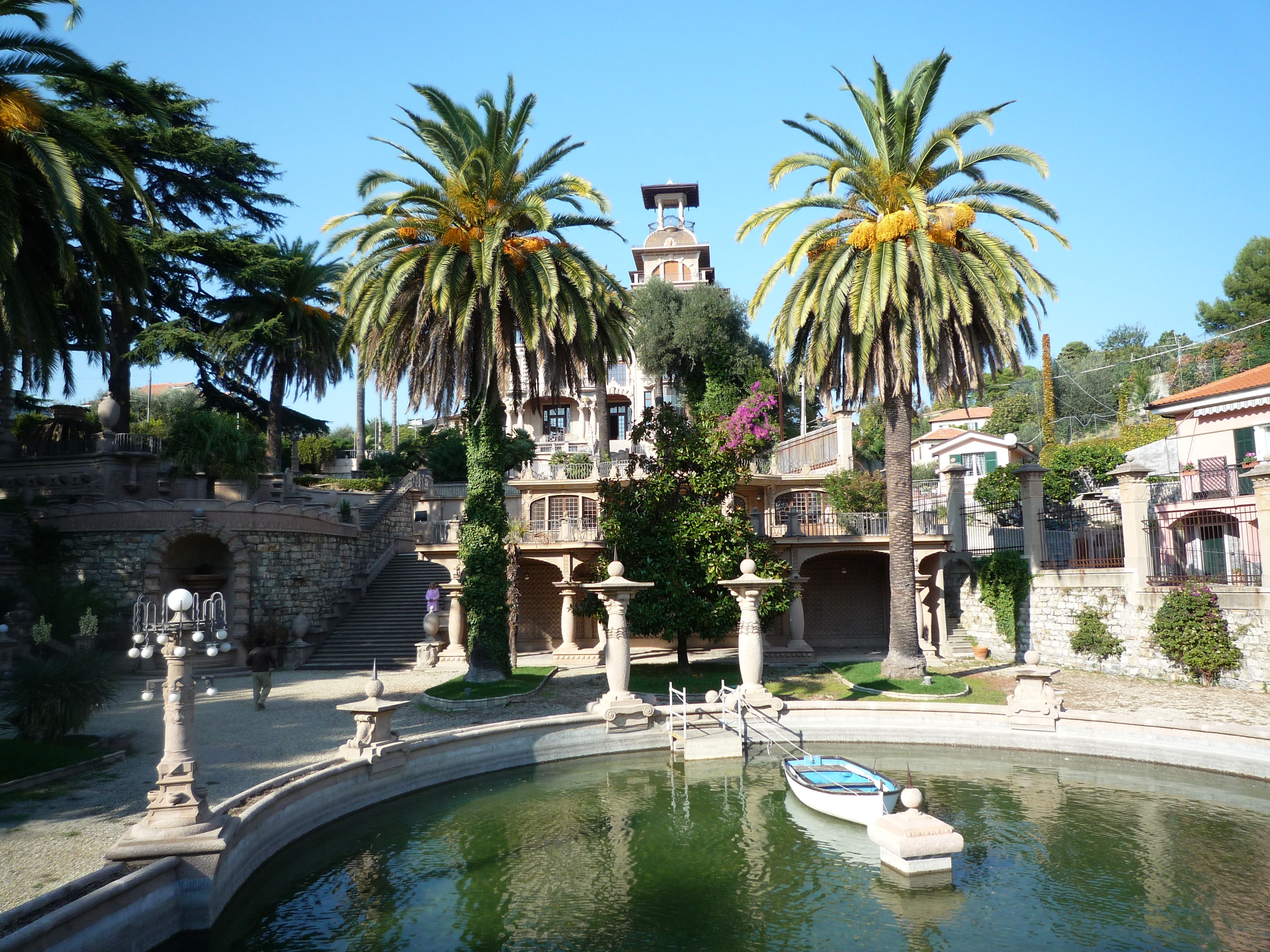
Trädgården
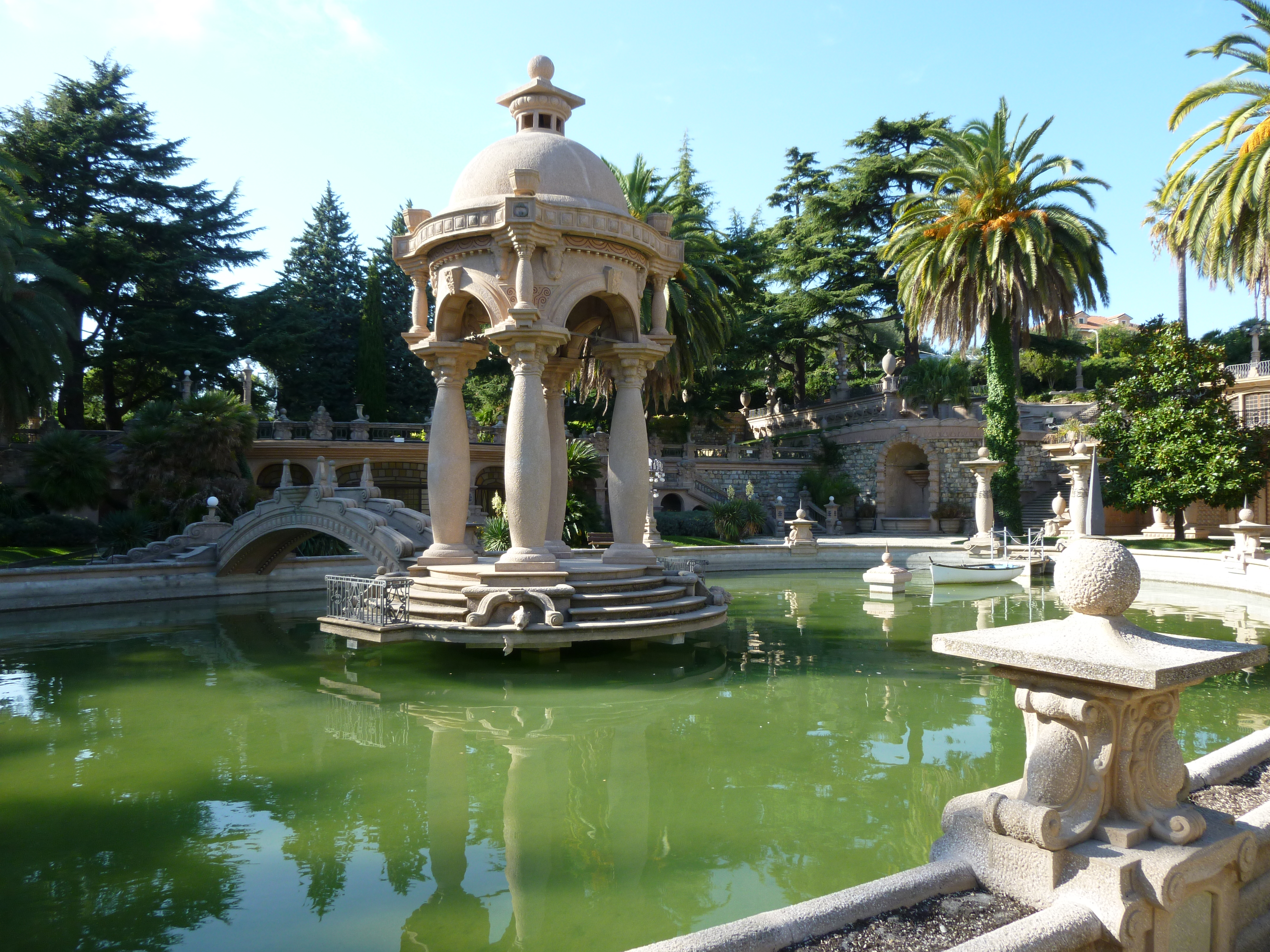
Stora fontänen
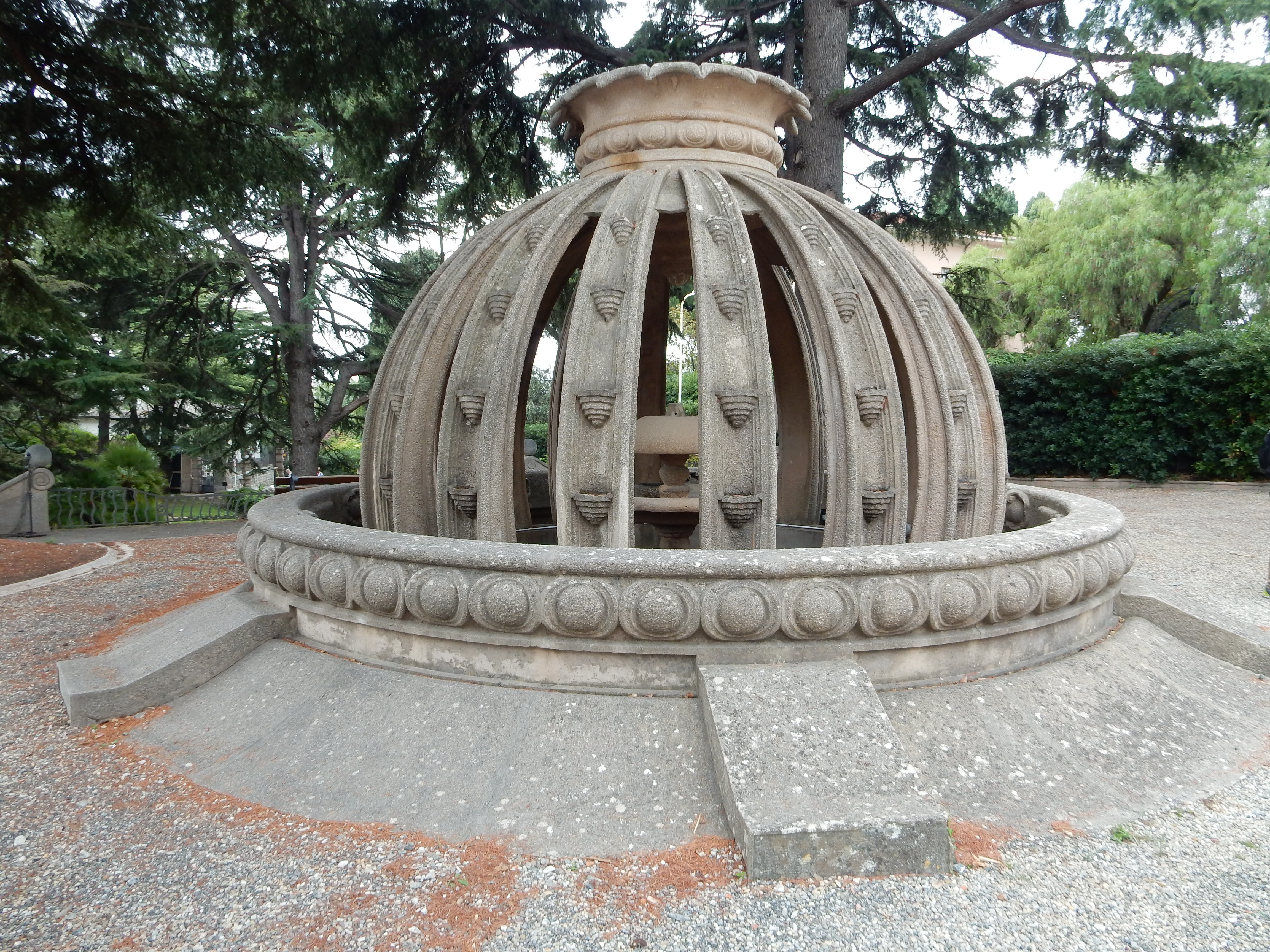
Apelsinfontänen
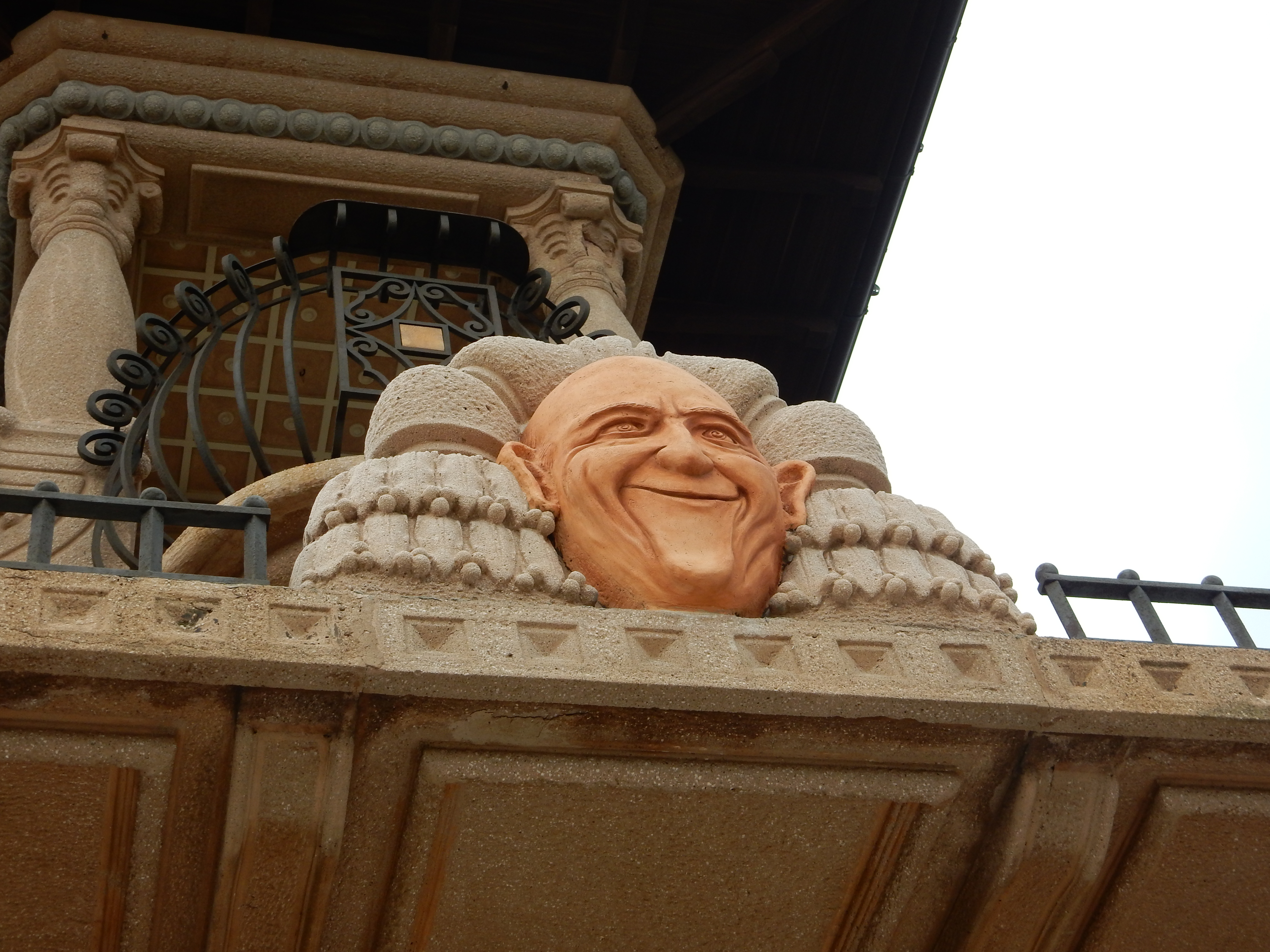
Fasadrelief över Grock
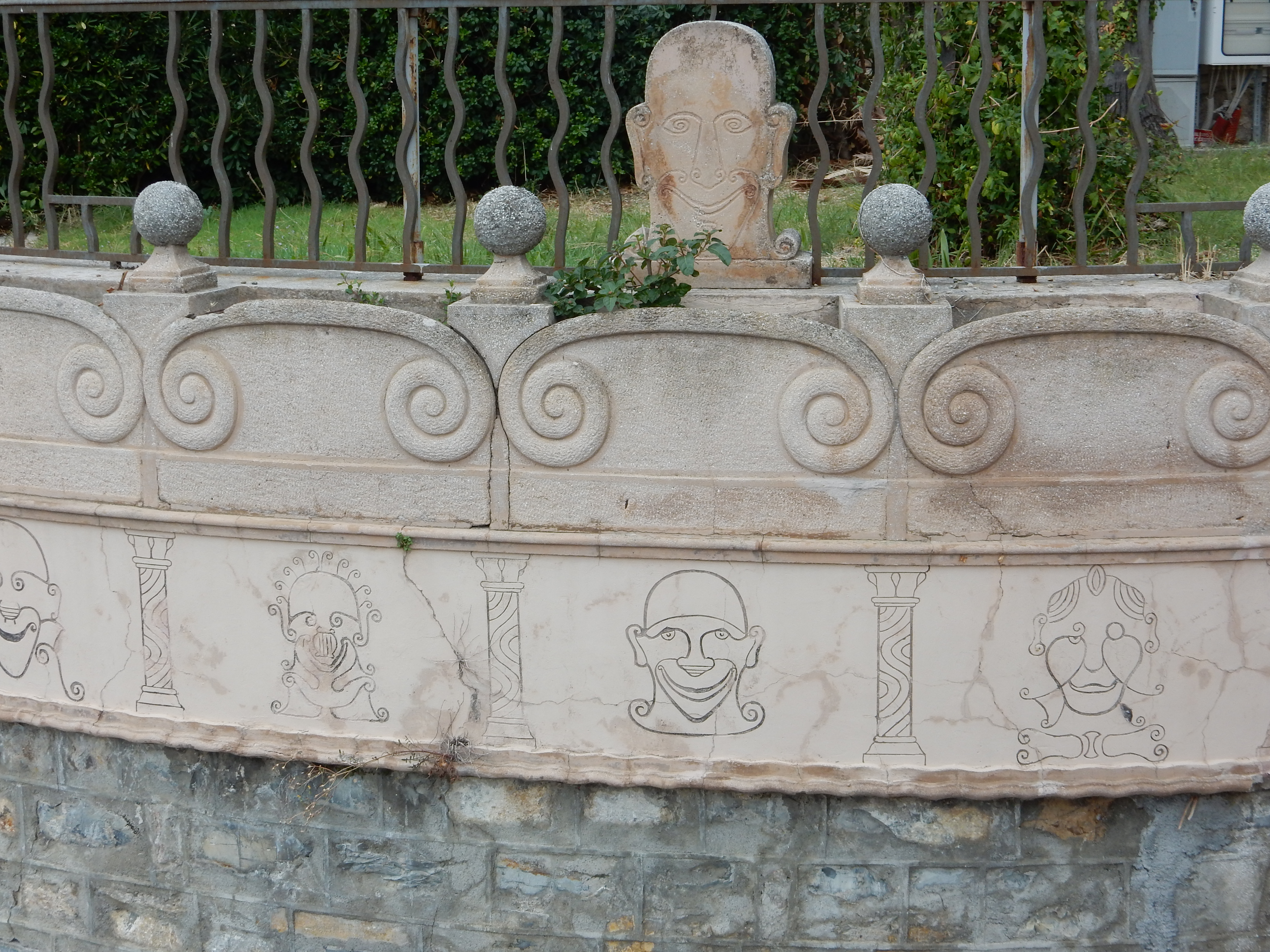
Utsmyckningar i trädgården
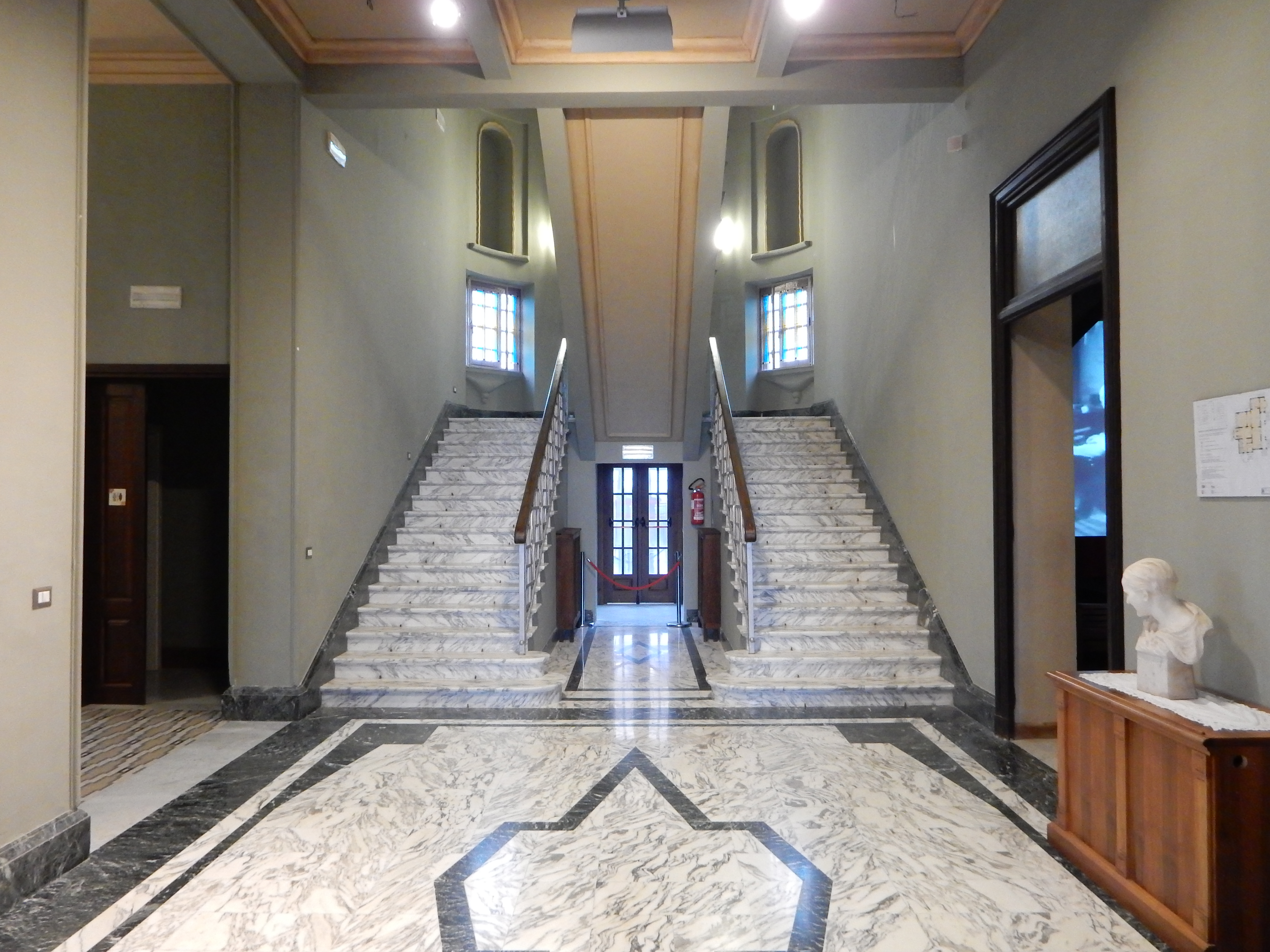
Vestibulen
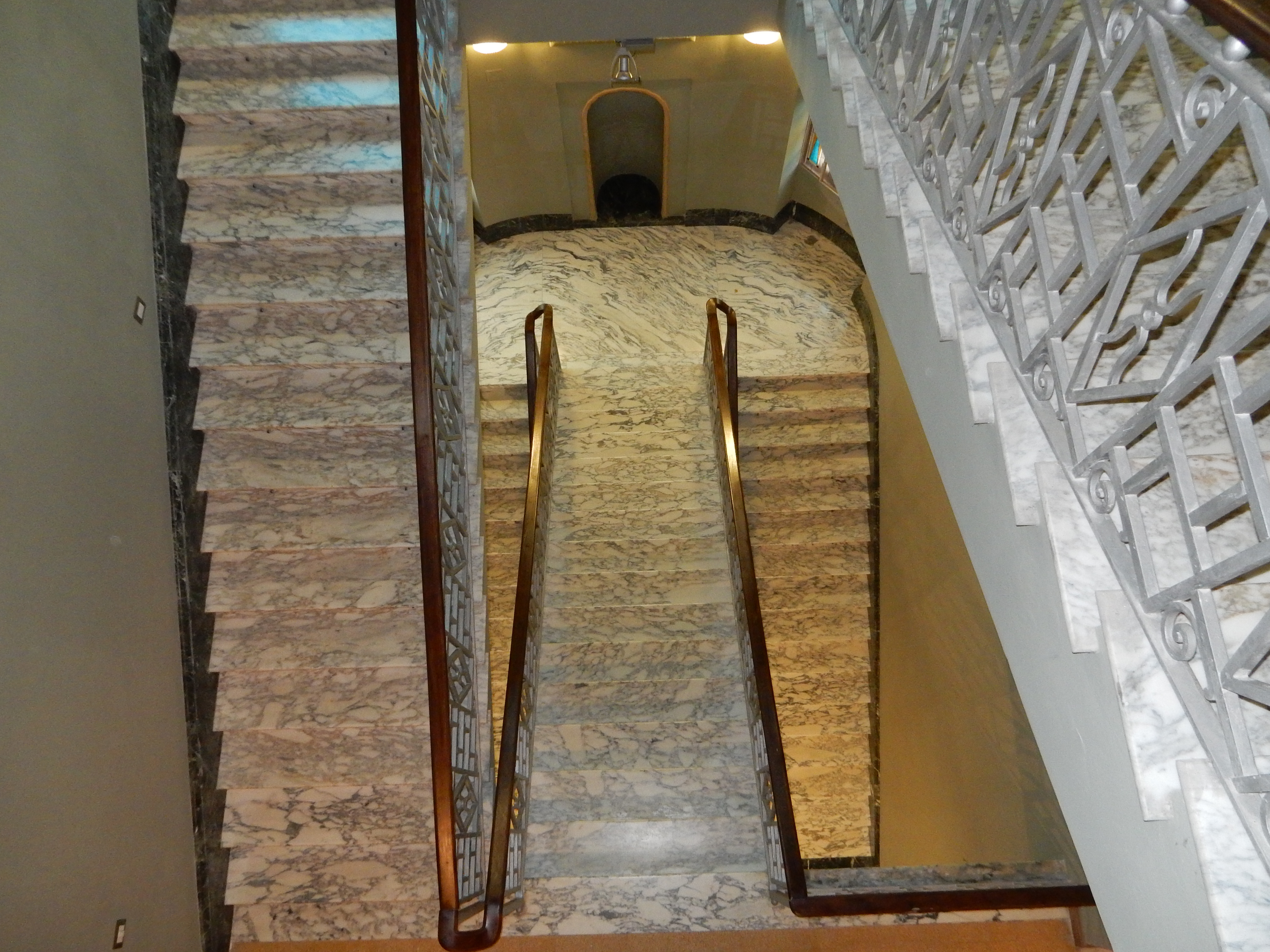
Trapphallen
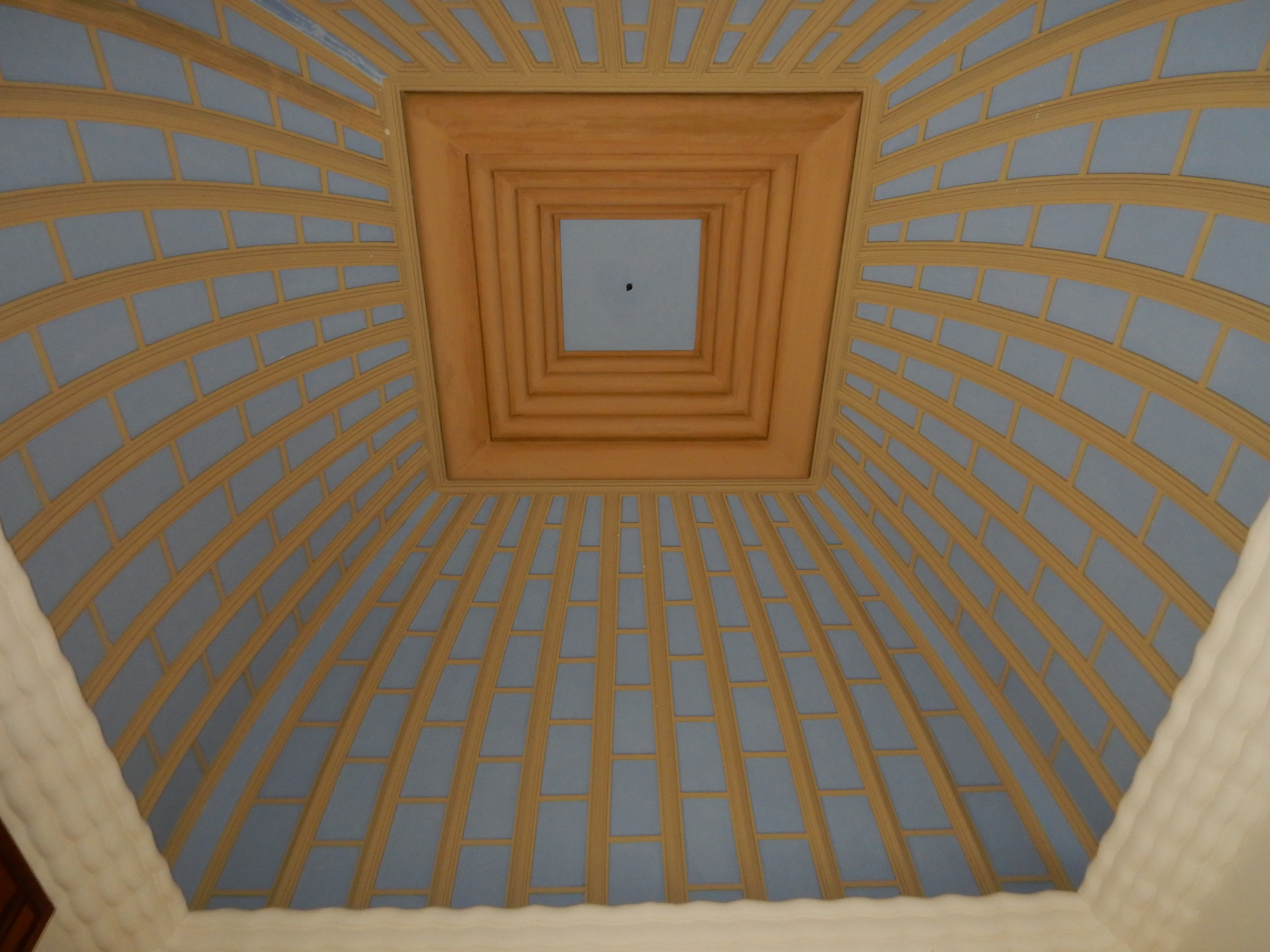
Takmålning i en av salongerna